# Хасмонеи
Хасмоне́и (ивр. חַשְׁמוֹנָאִים‎ хашмонаи́м) — священнический род из поселения Модиин (которое располагалось на границе Иудеи и Самарии), к которому принадлежали Маккавеи. Хасмонеи и их потомки правили Иудеей в 140—37 годы до н. э. Фактически они были вождями народа с начала восстания против государства Селевкидов в 167 году до н. э.

## Происхождение названия
Название «хасмонеи» упоминается у Иосифа Флавия, в Мишне и Талмуде. Однако в книгах Маккавеев имя Хасмонеи не встречается. Иосиф Флавий производит имя «Хасмонеи» от прадеда Маттитьягу; исследователи предполагают связь этого имени с деревней Хашмон, областью Хашмона и т. п.

## История правления

### Восстание Маккавеев
Пришедший в 175 году до н. э. к власти в империи Селевкидов Антиох IV Епифан стремился ускорить процесс эллинизации подвластных народов, в том числе евреев. Летом 167 года Антиох издал ряд указов, прямо направленных против иудаизма как религии. Гонения носили беспрецедентный для древнего мира характер. Это катализировало противоречия между эллинизированным населением и еврейскими традиционалистами. Началось вооружённое сопротивление. В декабре 164 года повстанцы овладели Иерусалимом. Иудейское государство было восстановлено в 142 году до н. э.
Первым вождём восставших был священник (коэн) Маттафия Хасмоней (Маттитьягу), а затем его третий сын Иуда (Иехуда) Маккавей. После гибели Иуды вождём, а затем и первосвященником стал младший из братьев — Ионатан. В результате заговора был убит и он.

### Династия
В 140 году до н. э. официально избранным правителем, первосвященником и главнокомандующим Иудеи стал второй сын Маттафии — Симон (Шимон), который собрал для этого в Иерусалиме Великий Собор (Кнессет гдола), утвердивший Симона в этих должностях. Это назначение стало наследственным и должно было передаваться его потомкам «до того как явится истинный пророк». С этого момента ведётся формальный отсчёт правления династии Хасмонеев.
Симон стремился привлечь на свою сторону и противников политики Хасмонеев. Одного из них, своего зятя Птолемея, он назначил правителем Иерихона. Птолемей решил при содействии Антиоха VII захватить власть в Иудее. Для этого он в феврале 134 года заманил Симона и двух его сыновей на пир и убил их.
Однако третий сын Симона Йоханан Гиркан уцелел, удержал власть и стал этнархом. Он провёл ряд успешных завоевательных походов, расширяя пределы своих владений и присоединил Моав, Идумею и Самарию. Пол Джонсон пишет, что Симон, как и другие Маккавеи, был харизматическим народным лидером, лишённым своекорыстия. В отличие от него Гиркан был правителем по праву рождения, чеканившим монеты с самопрославлениями.
Гиркан умер в 104 году до н. э. Вопреки его завещанию, согласно которому его старший сын Аристобул должен был стать первосвященником, а светская власть остаться в руках его матери, Аристобул провозгласил себя царём и заточил мать в темницу, где она и умерла. В тюрьме сидели также три его брата. Сам Аристобул умер через год и царём стал третий сын Гиркана Александр Яннай. Вдова Аристобула стала женой Янная.
Яннай успешно продолжил завоевания отца и присоединил к царству приморские территории от горы Кармель до Газы. Кроме этого, он захватил Декаполис и Петру. В то же время в его правление началась гражданская война, спровоцированная фарисеями. К моменту смерти Янная в 76 году до н. э. внутреннее согласие в стране было достигнуто.
После смерти Александра Янная царство впервые в истории возглавила женщина (за исключением узурпации Гофолии) — до 67 года им правила Саломея Александра (Шломцион). Её сын Йоханан Гиркан II стал первосвященником. Саломея Александра завершила войну в Иордании, а сына Аристобула отправила на завоевание Дамаска. При этом с помощью дипломатии ей удалось избежать вторжения армянских войск под командованием Тиграна II.
В последние годы жизни Саломеи Александры распря между её сыновьями привела к междоусобице и гражданской войне между сторонниками Гиркана и Аристобула. Ситуацией воспользовались римляне, которые к этому моменту разгромили остатки Селевкидской империи и войска которых стояли в Дамаске. Обе стороны пытались привлечь римлян в качестве союзников. Полководец Помпей вмешался в распрю на стороне Гиркана, его войска в 63 году до н. э. вошли в Иерусалим, ворвались в Храм, низложили Аристобула и увезли в качестве пленника вместе с сыновьями в Рим. Впоследствии вмешательство Рима привело к падению монархии и потере независимости еврейского государства на 2000 лет.
Гиркан остался первосвященником, но власть в Иудее постепенно переходила в руки его придворного — идумея Антипатра, который пользовался доверием римлян и назначил своих сыновей Ирода и Фазаеля наместниками в Галилее и Иерусалиме. После смерти Помпея Юлий Цезарь назначил Гиркана этнархом (правителем).
После смерти Антипатра власть в стране фактически перешла в руки его сына Ирода, хотя формально этнархом и первосвященником был Гиркан. Старший сын Аристобула Александр II Иудейский бежал из римского плена и собрав войска поднял восстание в 57 году до н. э., но был разбит римлянами в союзе с Антипатром. Другой сын Аристобула Антигон заключил союз с парфянами и с их помощью в 40 году до н. э. завоевал Иудею, вошёл в Иерусалим и низложил Гиркана, восстановив ненадолго Хасмонейскую династию.
| Имя в русской традиции. Имя в оригинале                       | Титул                               | Годы правления, до н. э. | Годы жизни, до н. э. | Комментарии |
| ------------------------------------------------------------- | ----------------------------------- | ------------------------ | -------------------- | --- |
| Маккавеи                                                      |                                     |                          |                      | |
| Маттафия. Матитьягу ха-Хашмонай                               | Вождь восставших                    | 170—166                  | ? —166               | Священник из рода Хасмонеев, инициатор и первый вождь восстания против Антиоха IV Сирийского                                                                                     |
| Иуда Маккавей, сын Маттафии. Йехуда ха-Маккаби                | Вождь восставших                    | 166—161                  | ? —161               | Нанёс несколько тяжёлых поражений войску Антиоха. Получив прозвище «Маккавей», впоследствии этим именем стали называть и его преемников                                          |
| Этнархи и Первосвященники Иудеи                               |                                     |                          |                      | |
| Ионатан, сын Маттафии. Йонатан бен Матитьягу ха-Хашмонай      | Первосвященник и этнарх             | 152—143                  | ? —143               | Положил начало первосвященнической династии Хасмонеев. Был хитростью захвачен в плен Диодотом Трифоном и позже им казнён                                                         |
| Симон, сын Маттафии. Шимон бен Матитьягу ха-Хашмонай (Тассис) | Первосвященник                      | 143—140                  | ? —134               | Положил начало независимому правлению династии Хасмонеев. Убит Антиохом Сидетом во время праздничного ужина вместе с двумя сыновьями                                             |
| Симон, сын Маттафии. Шимон бен Матитьягу ха-Хашмонай (Тассис) | Первосвященник и этнарх             | 140—134                  | ? —134               | Положил начало независимому правлению династии Хасмонеев. Убит Антиохом Сидетом во время праздничного ужина вместе с двумя сыновьями                                             |
| Иоанн Гиркан I, сын Симона. Йоханан Гиркан                    | Первосвященник и этнарх             | 134—104                  | ? —104               | Разрушил храм самаритян на горе Гаризим. Захватил Идумею, жителей которой насильно обратил в иудаизм                                                                             |
| Цари и первосвященники Иудеи                                  |                                     |                          |                      | |
| Аристобул I, сын Иоанна Гиркана I. Иехуда Аристобул           | Царь и первосвященник               | 104—103                  | ? —103               | Узурпировав трон, заключил в тюрьму свою мать и братьев, положив начало царской династии Хасмонеев впервые со времён царя Седекии                                                |
| Александр I Яннай, сын Гиркана I                              | Царь и первосвященник               | 103—76                   | 126—76               | Установил гегемонию над всей территорией древних Израильских земель. Следствием его просаддукейской политики стала гражданская война, унёсшая 50 тысяч жизней                    |
| Саломея Александра. Шломцион                                  | Царица                              | 76—67                    | 139—67               | Со времён Гофолии первая царица Иудеи. Жена Аристобула, позже жена Александра Янная                                                                                              |
| Иоанн Гиркан II, сын Александра Янная Йоханан Гиркан          | Царь                                | 67—66                    | 103—30               | Вёл с братом междоусобную войну, но проиграл. Некоторое время провёл в изгнании, но по возвращении начал планировать свержение Ирода Великого, за что был им казнён              |
| Иоанн Гиркан II, сын Александра Янная Йоханан Гиркан          | Этнарх и первосвященник             | 63—40                    | 103—30               | Вёл с братом междоусобную войну, но проиграл. Некоторое время провёл в изгнании, но по возвращении начал планировать свержение Ирода Великого, за что был им казнён              |
| Аристобул II, сын Александра Янная I                          | Царь и первосвященник               | 66—63                    | ок. 100—49           | Последний независимый царь из династии Хасмонеев. При нём Иудея становится вассалом Рима                                                                                         |
| 63 до н. э. —6 н. э. Вассал Рима                              |                                     |                          |                      | |
| Антипатр Идумеянин                                            | Прокуратор Иудеи                    | 63—47                    | ок. 113—43           | Ставленник Юлия Цезаря. Основатель династии Иродиадов, отец Ирода Великого. Отравлен своим военачальником Малихом                                                                |
| Антипатр Идумеянин                                            | Правитель (де-факто) при Гиркане II | 47—43                    | ок. 113—43           | Ставленник Юлия Цезаря. Основатель династии Иродиадов, отец Ирода Великого. Отравлен своим военачальником Малихом                                                                |
| Александр II Яннай, сын Аристобула II                         | Царевич                             | 56—48                    | ок. 80—48            | Соправитель Антипатра. Вёл неудачное восстание против Рима и в конечном итоге был казнён Помпеем                                                                                 |
| 40—37 до н. э. Тетрархия. Раздел Иудеи на четыре части        |                                     |                          |                      | |
| Маттафия Антигон II, сын Аристобула II Матитьягу Антигон      | Царь и первосвященник               | 40—37                    | ок. 80—37            | Последний царь династии Хасмонеев. Несколько раз безуспешно пытался захватить Иерусалим. Заключив союз с парфянами, стал врагом Рима. Казнён в Антиохии по приказу Марка Антония |
| Аристобул III, сын Александра Янная II                        | Первосвященник                      | 36                       | 53—36                | Последний представитель династии Хасмонеев. В результате интриг Ирода был убит во время купания                                                                                  |

### Падение
Ирод сумел заручиться поддержкой римлян и через 3 года в 37 году вновь захватил Иудею. Получив царскую корону из рук римлян, он казнил взятого в плен Антигона — последнего царя династии Хасмонеев. Последним первосвященником из рода Хасмонеев был Аристобул III — брат жены Ирода Мариамны и внук Гиркана II. Опасаясь его влияния в народе, Ирод приказал его убить в 35 году до н. э.
Сам Ирод стал родоначальником новой династии Иродиадов.

## Значение в истории
Деятельность Хасмонеев замедлила эллинизацию евреев. Напротив, произошла религиозная ассимиляция семитских народностей, населявших Иудею. Сохранение иудаизма как национальной религии евреев стало важным фактором, предопределившим всю дальнейшую историю еврейского народа